# Cason Prime Poste
Der Cason Prime Poste ist eine kleine Insel im Süden der Lagune von Venedig, die zur Gemeinde Chioggia gehört. Sie hat eine Fläche von 574 m² und liegt im Valle Primeposte oder Vallesina im Westen der Lagune,  in unmittelbarer Nachbarschaft zur Gemeinde Campagna Lupia. Auf der Insel befindet sich ein einziges Haus, das jedoch teilweise zerstört ist. So ist das Dach seit Jahren eingestürzt. Es steht am Canal Buelo. Diese Art von Häusern wird als Cason(e) di pesca bezeichnet. Diese Häuser dienen den Fischern (pescatori) als Unterkunft, Lager und Anlegestelle für ihre Boote. Dabei bedeutet ‚casone‘, abgeleitet von ‚casa‘, ‚großes Haus‘.
Heute wird die Insel gelegentlich noch von Fischern aufgesucht und hin und wieder von Besuchern der südwestlichen Lagune. In den sehr flachen Gewässern ist dies jedoch vielfach nur bei Flut möglich. Während dieser Zeit steht das Haus im Wasser.